# Тип 95 (важкий танк)
Тип 95 (яп. 九五式重戦車, kyūgo-shiki jūsensha) — японський важкий багатобаштовий танк 1930-х років.
Було зібрано, за різними даними, 1 або 4 прототипи 1934 року, в серійне виробництво танк не пішов.

## Історія створення
Тип 95 розроблявся з урахуванням досвіду, отриманого при конструюванні важкого танка Тип 91.
Озброєння та бронювання у нового танка було нарощено порівняно з попередником.
Була повністю перероблена підвіска.

## Конструкція
Тип 95 являв собою важкий трибаштовий танк з двоярусним розташуванням гарматно-кулеметного озброєння та протикулевим бронюванням.

### Броньовий корпус
Корпус танка — коробчатої форми, клепаний, з броньових листів товщиною від 12 до 30 мм;
в лобовій проєкції — 35 мм.

### Озброєння
В головній башті встановлювалася 70-мм гармата, а також кулемет, спрямований назад — в кормі башти.
У передній малій башті встановлювалася 37-мм гармата.
Задня мала башта озброювалася кулеметом.